# جیسون گیلس
جیسون گیلس (انگلیسی: Jason Gailes؛ زادهٔ march ۲۸, ۱۹۷۰ (۵۴ سال)) ورزشکار روئینگ اهل ایالات متحده آمریکا است.
وی در مسابقات کشوری و بین‌المللی در مجموع برندهٔ ۱ مدال نقره شده‌است.